# Shanghai Calling
Shanghai Calling is een Amerikaans-Chinese romantische komedie uit 2012, geschreven en geregisseerd door Daniel Hsia.

## Verhaal
De film vertelt het romantische liefdesverhaal van twee buitenlandse zakenlieden in Shanghai in de 21e eeuw.

## Rolverdeling
| Acteur        | Personage       |
| ------------- | --------------- |
| Daniel Henney | Sam Chao        |
| Eliza Coupe   | Amanda Wilson   |
| Bill Paxton   | Donald Cafferty |
| Alan Ruck     | Marcus Groff    |
| Geng Le       | Awesome Wang    |
| Zhu Zhu       | Fang Fang       |

## Release
De film ging in première op 3 mei 2012 op het Internationaal filmfestival van Newport Beach.

## Ontvangst
Op Rotten Tomatoes heeft Shanghai Calling een waarde van 53% en een gemiddelde score van 5,60/10, gebaseerd op 15 recensies. Op Metacritic heeft de film een gemiddelde score van 45/100, gebaseerd op 9 recensies.

## Prijzen en nominaties
Shanghai Calling werd voor 8 filmprijzen genomineerd waarvan er 7 daadwerkelijk werden gewonnen, waaronder:  
| Jaar | Prijs                                         | Categorie                        | Genomineerde(n) | Uitslag  |
| ---- | --------------------------------------------- | -------------------------------- | --------------- | -------- |
| 2012 | Internationaal filmfestival van Newport Beach | Uitstekende prestatie in acteren | Daniel Henney   | Gewonnen |
| 2012 | Internationaal filmfestival van Shanghai      | Beste scenario                   | Daniel Hsia     | Gewonnen |
| 2012 | Internationaal filmfestival van Shanghai      | Beste mannelijke nieuwkomer      | Daniel Henney   | Gewonnen |